# Galeria Szyb Wilson
Galeria Szyb Wilson – galeria sztuki współczesnej w Katowicach przy ulicy Oswobodzenia 1, na terenie dzielnicy Janów-Nikiszowiec, otwarta w 2001 roku w zrewitalizowanym budynku cechowni i łaźni  szybów Wilson kopalni „Wieczorek”, którego historia sięga 1826 roku.
Twórcami galerii są Monika Paca-Bros i Johann Bros. Głównym celem galerii obok rewitalizacji społecznej dzielnicy jest promocja młodych, zaangażowanych twórców oraz prezentacja polskiej i światowej sztuki współczesnej. W galerii oprócz wystaw sztuki, festiwali odbywają się koncerty, spektakle teatralne, warsztaty artystyczne i konferencje. Jest miejscem spotkań i poszerzania dyskursu publicznego.
Galeria Szyb Wilson jest największą polską prywatną galerią sztuki, jej powierzchnia wystawiennicza liczy blisko 2500 m².

## Niektóre wystawy i artyści wystawiający swe prace w Szybie Wilson

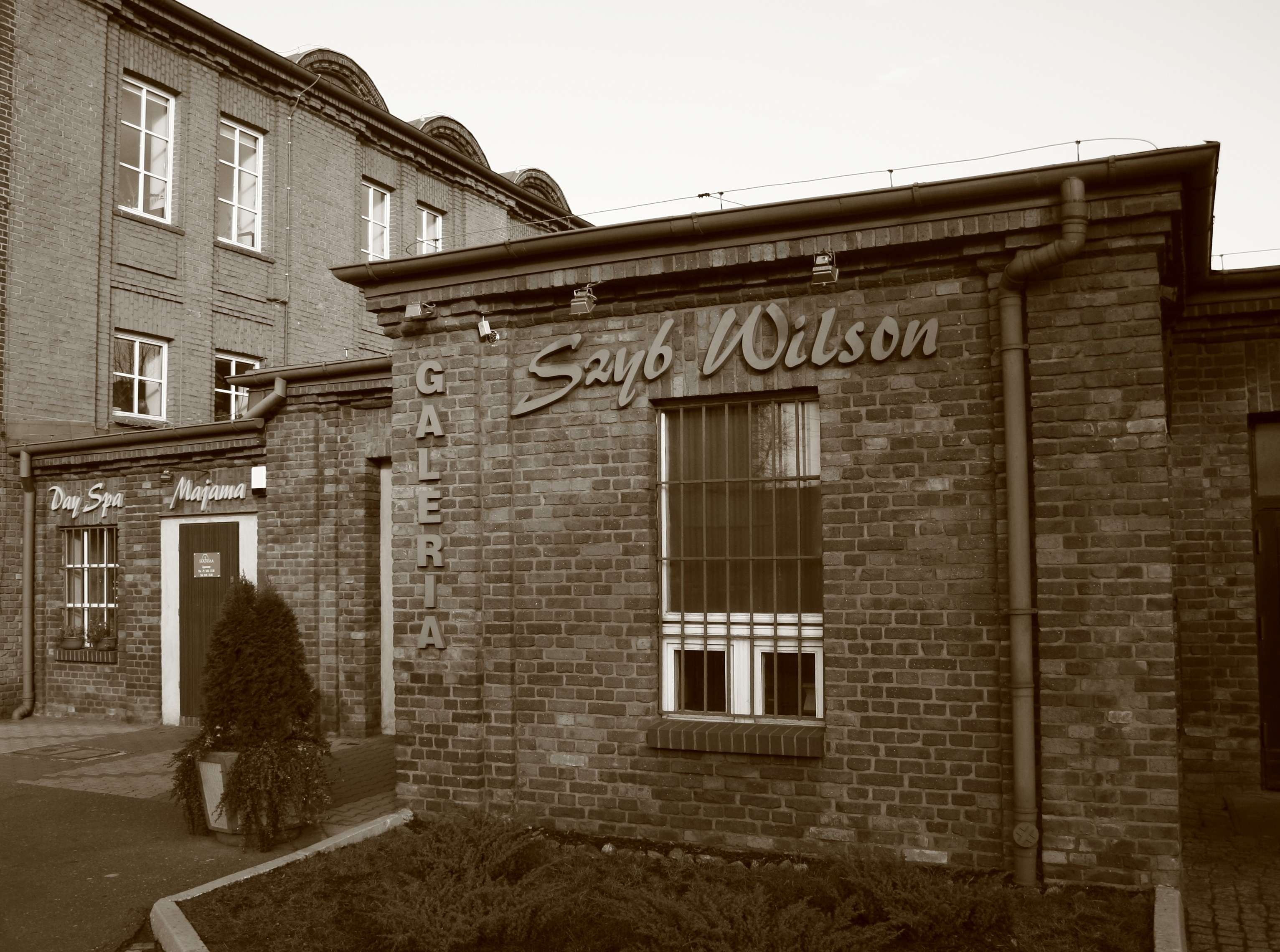
Galeria Szyb Wilson w Janowie-Nikiszowcu, ul. Oswobodzenia 1

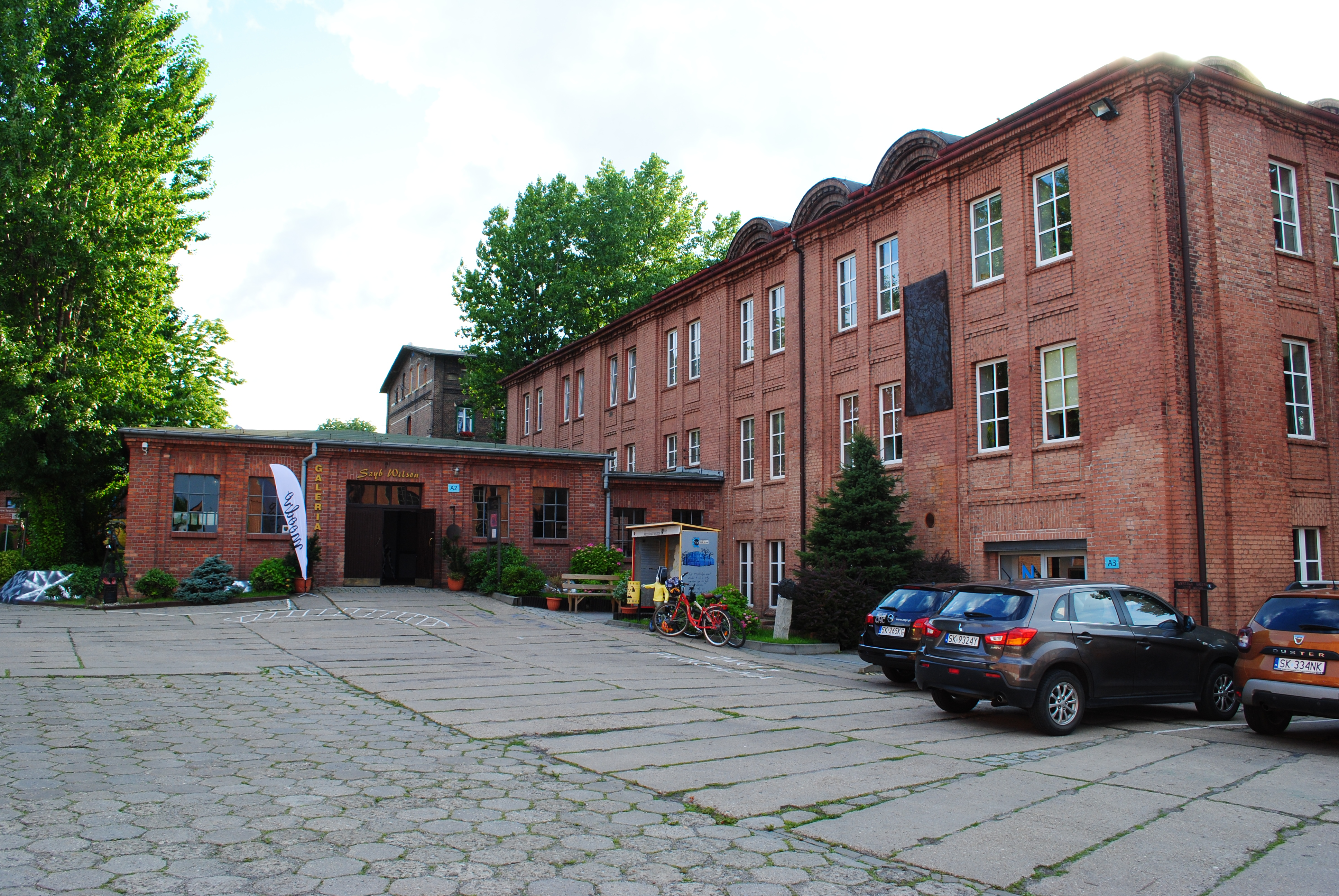
Galeria Szyb Wilson od strony północno-wschodniej

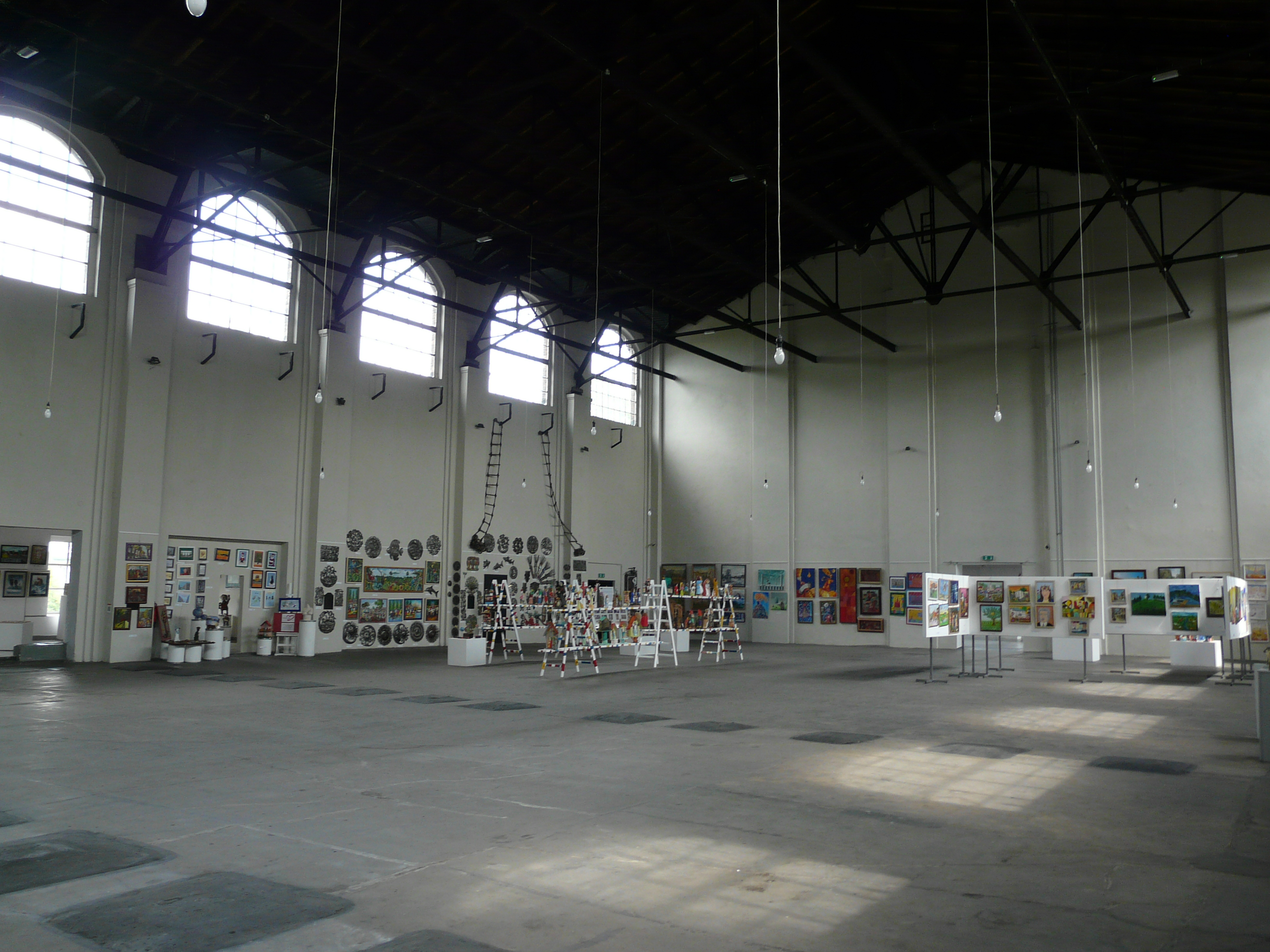
VIII Art Naif Festiwal (2015 rok)

- VI Międzynarodowy Festiwal Sztuki Naiwnej Art Naif Festiwal 14.06.–14.08.2013
- CRASH Wystawa grupy Niezwyczajni 5.04.–31.05.2013
- Andrzej Cisowski „Cztery pory roku” 2.03.2013–29.03.2013
- Kontra – wystawa fotografii Eweliny Neski 2.02.–28.02.2013
- Za fasada folkloru 07.01.–27.02.2013
- „Inopoleku, czyli afrykanizacja Śląska” – wystawa malarstwa Alberta Recka, wernisaż – 18.12.2012–28.02.2013
- „Twarzysze” – wystawa fotografii otworkowej Kamila Myszkowskiego 22.11.–7.01.2013
- FOTO - SZOPY, czyli Szopienice bez retuszu 19.10.–14.11.2012
- 66 Obrazów/66 lat Grupy Janowskiej 7.09.–04.11.2012
- V Międzynarodowy Festiwal Sztuki Naiwnej Art Naif Festiwal 15.06.–17.08.2012
- Traktat o manekinach 30.03.–30.04.2012
- Karol Wieczorek i przyjaciele 9.03.–10.06.2012
- Malarstwo – Anna Maria Rusinek.  20.01.–29.02.2012
- 50° 15´ | 18° 59´ Katowice – 27 absolwentów klasy malarstwa prof. Markusa Lupertza 11.10.–30.11.2011
- IV Międzynarodowy Festiwal Sztuki Naiwnej Art Naif Festiwa 17.06.–19.08.2011
- Ale to już było… Demokratyczna wystawa dizajnu 26.03.–5.05.2011
- Levon Fljyan – From known to unknown 22.02.–1.03.2011
- "Dyscyplina zapisu. Malarstwo" Sławomira Lewczuka 21.01.–20.03.2011
- III Międzynarodowy Festiwal Sztuki Naiwnej Art Naif Festiwal 225.06–31.08.2010
- Czeska Sztuka – Nowy Humanizm 7.05.–14.06.2010
- Spotkanie z fotografią Niesporków 6.11.2009–1.01.2010
- "Rzut. Mapa. Plama". Wystawa prac Mariana Solisza 9.10.–1.01.2010
- Lech Kołodziejczyk – obrazy metafizyczne 31.08.–6.09.2009
- II Międzynarodowy Festiwal Sztuki Naiwnej "NIKISZ-FOR" 26.06.–10.08.2009
- Nowa Ekspresja. 20 lat. Vol. 2; Zbigniew Maciej Dowgiałło, Anna Gruszczyńska, Marek Kamieński, Wojciech Tracewski, Andrzej Cisowski 26.02.–30.04.2009
- "Współczesna Sztuka Litwy - Od Nowa" – zbiorowa wystawa 33 najwybitniejszych artystów litewskich 9.10-30.11.2008
- I Międzynarodowy Festiwal Sztuki Naiwnej "NIKISZ-FOR" 24.06–31.07.2008
- Triennale Tkaniny na Śląsku
- Rzeźba - Sylwester Ambroziak 29.03.–30.04.2007
- "Nowa Szkoła Lipska"; Neo Rauch, Martin Eder, Matthias Weischer, Tilo Baumgärtel, Christoph Ruckhäberle, David Schnell, Tim Eitel
- "Wolność-Równość-Sztuka"; Przemysław Kwiek, Jiří Surůvka, Peter Lysáček, Lenka Klodová, Artur Żmijewski, Hubert Czerepok, Aleksander Ryszka, Jerzy Truszkowski, Dariusz Fodczuk, Pavel Šmejkal
- "Epifanie natury w późno-nowoczesnym świecie"- wystawa rzeźb i obiektów Jana de Weryhy-Wysoczańskiego